# PCMT1
PCMT1 (англ. Protein-L-isoaspartate (D-aspartate) O-methyltransferase) – білок, який кодується однойменним геном, розташованим у людей на короткому плечі 6-ї хромосоми. Довжина поліпептидного ланцюга білка становить 227 амінокислот, а молекулярна маса — 24 636.
| 10         |  | 20         |  | 30         |  | 40         |  | 50         |
| ---------- |  | ---------- |  | ---------- |  | ---------- |  | ---------- |
| MAWKSGGASH |  | SELIHNLRKN |  | GIIKTDKVFE |  | VMLATDRSHY |  | AKCNPYMDSP |
| QSIGFQATIS |  | APHMHAYALE |  | LLFDQLHEGA |  | KALDVGSGSG |  | ILTACFARMV |
| GCTGKVIGID |  | HIKELVDDSV |  | NNVRKDDPTL |  | LSSGRVQLVV |  | GDGRMGYAEE |
| APYDAIHVGA |  | AAPVVPQALI |  | DQLKPGGRLI |  | LPVGPAGGNQ |  | MLEQYDKLQD |
| GSIKMKPLMG |  | VIYVPLTDKE |  | KQWSRWK    |  |            |  |            |

A: Аланін

C: Цистеїн

D: Аспарагінова кислота

E: Глутамінова кислота

F: Фенілаланін

G: Гліцин

H: Гістидин

I: Ізолейцин

K: Лізин

L: Лейцин

M: Метіонін

N: Аспарагін

P: Пролін

Q: Глутамін

R: Аргінін

S: Серин

T: Треонін

V: Валін

W: Триптофан

Кодований геном білок за функціями належить до трансфераз, метилтрансфераз. 
Задіяний у таких біологічних процесах, як ацетилювання, альтернативний сплайсинг. 
Білок має сайт для зв'язування з S-аденозил-L-метіоніном. 
Локалізований у цитоплазмі.